# Lad (Šomođska županija, Mađarska)
Lad (nje. Lott) selo u južnoj Mađarskoj.
Zauzima površinu od 22,35 km četvornih.

## Zemljopisni položaj
Nalazi se na 46° 8' 22" sjeverne zemljopisne širine i 17° 38' 43" istočne zemljopisne dužine. 
Senđuđ je 4 km jugozapadno, Kokut je 5 km sjeverozapadno, Hencse je 4,5 km sjeverno-sjeverozapadno, Višnja je 4,5 km sjeverno-sjeveroistočno, Vásárosbéc je 6,5, a zaštićeni krajolik Želic je 8 km sjeveroistočno, Patosfa je 1,5 km, a Somogyhatvan 5 km jugoistočno, a Kamača je 6,5 km južno-jugozapadno. 3 km jugozapadno i 2 km jugoistočno se nalazi nekoliko ribnjaka.

## Upravna organizacija
Upravno pripada Barčanskoj mikroregiji u Šomođskoj županiji. Poštanski broj je 7535.
U Ladu djeluje jedinice njemačke manjinske samouprave.
Lad je nastao 1950., upravnim spajanjem dvaju sela, Magyarlada i Németlada.

## Povijest
Današnje selo je nastalo 1950. spajanjem sela Magyarlada i Németlada. U srednjem vijeku je kao i danas, Lad postojao kao ime lokaliteta. Stanovnici koji su govorili mađarski jezik su živjeli 1772. na ovom mjestu. Nijemci su se u ovom kraju, kao i po drugim krajevima Šomođske županije, doselili sredinom 18. stoljeća. Sagradili su nove nizeve kuća te je nastalo selo od dva dijela 1745.
Dva sela su postojala odvojeno sve do 1950. Do te godine su pripadala Sigetskom kotaru, a nakon toga su pripale Barčanskom kotaru, jer su Lad i Patosfa s pripadajućim dijelovima do Daranja pripali Šomođskoj županiji.

## Stanovništvo
Lad ima 706 stanovnika (2001.). Mađari su većina. Romi čine 2% te nekoliko Nijemaca. Rimokatolika je 73%, kalvinista je 16% te ostalih. 

## Vanjske poveznice
- (mađ.) Lad a Vendégvárón  Arhivirana inačica izvorne stranice od 18. ožujka 2007. (Wayback Machine)
- (mađ.) Légifotók Ladról